# دربار (بلاط ملكي)

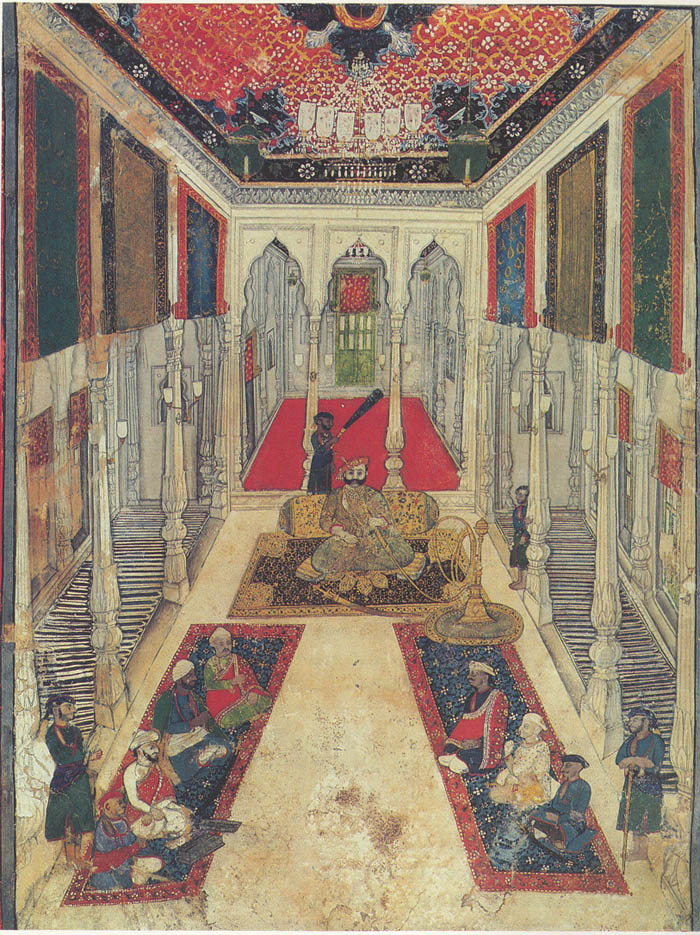
داربار ماراثا يظهر الراجا ونبلاء الدولة الأميرية: السردار ، والجاغيردار، والإستامورادار، والمانكاريس.

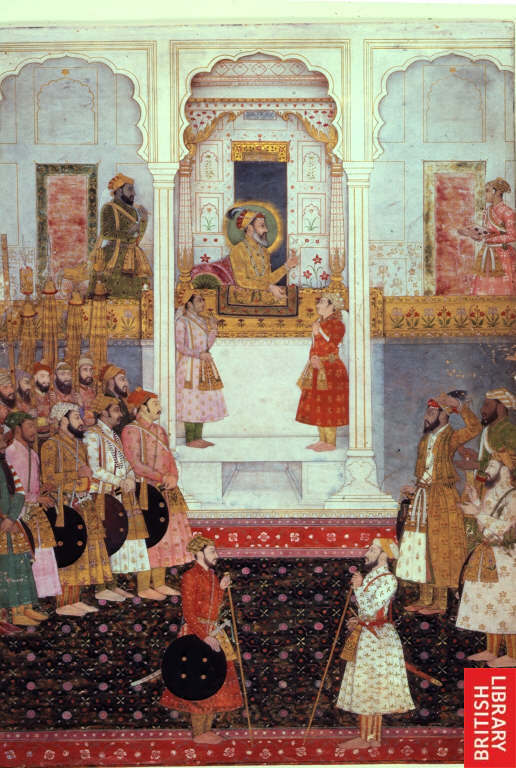
السلطان المغولي شاه جهان والأمير أورنجزيب في البلاط الملكي ، 1650

دربار هو مصطلح مشتق من الفارسية يشير إلى البلاط الملكي للملك أو الحاكم أو اجتماع رسمي حيث يعقد الملك جميع المناقشات المتعلقة بالدولة. تم استخدامه في جنوب آسيا (حيث كانت اللغة السياسية والعلمية للدول الإسلامية هناك هي الفارسية) ليُشير إلى المحكمة الحاكم أو الوِلاية الأميرية [الإنجليزية]. قد يكون الدربار إما مجلس دولة إقطاعي لإدارة شؤون دولة أميرية، أو تجمعًا احتفاليًا بحتًا، كما كان الحال بشكل متزايد أثناء الحكم البريطاني في الهند.
كانت أشهر المجالس تابعة للإمبراطور والملوك الأقوياء. وفي شمال الهند، توجد في مدن مثل بارودا، وجواليور [الإنجليزية]، وأودايبور، وجايبور، وجودبور، وجيسالمير، وآجرا، ومدينة لاهور في باكستان قصور وحصون تزين مثل هذه القاعات. كان للسلطان المغولي أكبر قاعتين: واحدة لوزرائه، والأخرى لعامة الناس. عادة ما يتم تزيين قاعات الدربار بشكل فخم بأفضل المواد المتاحة في ذلك الوقت.
وفي جنوب الهند، كان قصر ميسور [الإنجليزية] يضم عددًا من هذه القاعات، وخاصة قاعة الطاووس، التي تحتوي على زجاج ملون مستورد من بلجيكا، وكان يتم استخدامها في مراسم الزفاف. كانت قاعة الدربار في خليفة مبارك، في مدينة حيدر أباد، تيلانجانا، قاعة الدربار لنظام حيدر أباد.
تحت القبة الرئيسة لراشتراباتي بهافان توجد قاعة جراند دوربار. وبما أن المبنى يستخدم الآن كقصر رئاسي، فإن العديد من وظائف الدولة تُنفذ هناك حاليًا، برئاسة رئيس الهند. في محاولة لزيادة القومية الهندوسية وتقليل التأثير الإسلامي في الهند، قررت حكومة الهند اعتبارًا من 25 تموز 2014 تغيير اسم قاعة دوربار إلى غنتترا مندابا.

## ماليزيا
في التاريخ الماليزي، كان الدربار هو المجلس الذي يضم حكام الولايات الملايوية الفيدرالية [الإنجليزية] الأربعة تحت الحماية البريطانية. انعقد المؤتمر لأول مرة في عام 1897، وكان بمثابة منصة للحكام لمناقشة القضايا المتعلقة بسياسات الدولة مع المسؤولين البريطانيين.
عندما تم تشكيل اتحاد الملايو في عام 1948، تحول الدربار إلى مؤتمر الحكام، مع إدراج الولايات الأخرى في الملايو. وتم توسيع العضوية بشكل أكبر مع إضافة ولايات جديدة عند تشكيل ماليزيا في عام 1963.
منذ إعلان استقلال الملايو في عام 1957، يعمل حكام الملايو في مؤتمر الحكام بمثابة الهيئة الانتخابية لانتخاب الملك الفيدرالي، ملك ماليزيا.

## قراءة إضافية
- Kossak، Steven (1997). Indian court painting, 16th-19th century. New York: The Metropolitan Museum of Art. ISBN:0870997831. مؤرشف من الأصل في 2018-12-16. (see index: p. 148-152)

## روابط خارجية
- السياحة في راجستان
- الهندوسي
- متحف هاستينجز ومعرض الفنون